# Stormvarning
Stormvarning! är Ted Gärdestads sjätte musikalbum, utgivet 1981.

## Låtlista
1. "Låt kärleken slå rot"
2. "Stormvarning"
3. "Don't Treat Me This Way"
4. "Slingan"
5. "You Got Me Dancing"
6. "The Reason"
7. "Ingen annan än du"
8. "Låt solen värma dig"
9. "How Do You Wanna Make Love"
10. "It's You"
11. "Down at the Zoo"
12. "Orättvisan" (tillsammans med Michael B Tretow)

## Listplaceringar
| Lista (1981) | Topplacering |
| ------------ | ------------ |
| Sverige      | 31           |